# Contea di Yanggu (Shandong)
La contea di Yanggu (阳谷县S, Yánggǔ XiànP) è una contea della Cina, situata nella provincia dello Shandong e amministrata dalla prefettura di Liaocheng.